# Michael Been
Michael Been (Oklahoma City, 17 maart 1950 – Hasselt, 19 augustus 2010) was een Amerikaans zanger en musicus. Hij was voornamelijk bekend als voorman van de rockgroep The Call.
Been groeide op in Oklahoma City en woonde later in Chicago. Rond 1970 maakte hij deel uit van de bands Aorta en Lovecraft. Later speelde hij met voormalige leden van de groep Moby Grape in Fine Wine en Original Haze. Nadat hij was verhuisd naar Santa Cruz in Californië, richtte hij samen met gitarist Tom Ferrier, bassist Greg Freeman en drummer Scott Musick "The Call" op. Met albums als New Romans, Reconciled en Let the Day Begin wist de groep in de jaren tachtig nationaal en internationaal door te breken. The Call werkte samen met onder meer Peter Gabriel, Jim Kerr, Robbie Robertson en Bono. In 1988 had Been de rol van apostel Johannes in de film The Last Temptation of Christ van regisseur Martin Scorsese.
Nadat de activiteiten van The Call in de jaren negentig op een lager pitje waren gezet, werkte Been aan een solocarrière. Hij trad op met Harry Dean Stanton, leverde bijdragen aan de soundtrack van de film Light Sleeper van Paul Schrader en kwam in 1994 met het soloalbum On the Verge of a Nervous Breakthrough. In 1997 verscheen een nieuw album van The Call. Het livealbum Live Under the Red Moon uit 2000 was de laatste activiteit van de groep.
In de 21e eeuw was Been voornamelijk achter de schermen actief bij de Black Rebel Motorcycle Club, de band van zijn zoon Robert Levon Been. Zijn invloed was dermate groot, dat hij het vierde lid van de driemansformatie werd genoemd. Als geluidstechnicus was hij bij een optreden van de groep in augustus 2010 op het Belgische festival Pukkelpop aanwezig. Enkele uren na het concert kreeg Been backstage een hartaanval. Hij werd overgebracht naar het Salvator Ziekenhuis in Hasselt, waar hij overleed.
- Biblioteca Nacional de España: XX1118760
- Bibliothèque nationale de France: cb141542264 (data)
- Gemeinsame Normdatei: 134324803
- International Standard Name Identifier: 0000 0000 7358 1417
- Library of Congress Control Number: no98038602
- MusicBrainz: ed36e009-dcfa-42f7-b1fc-d2c3762dbc92
- Nationale Bibliotheek van Tsjechië: xx0150484
- Nederlandse Thesaurus van Auteursnamen: 071467017
- Virtual International Authority File: 79577610
- WorldCat: E39PBJwX6fXqJHKcCrJ7CJyrv3